# Nasze życie
Nasze życie (wł. La nostra vita) – włosko-francuski dramat filmowy z 2010 roku w reżyserii Daniele Luchettiego z Elio Germano, Isabellą Ragonese i Raoulem Bova w rolach głównych. Zdjęcia powstały w Rzymie, m.in. przy Via Cassia.
Obraz zaprezentowano na 63. MFF w Cannes jako jedyny włoski film biorący udział w konkursie głównym. Na festiwalu tym Elio Germano zdobył za rolę Claudia nagrodę dla najlepszego aktora.
Film trafił do włoskich kin 21 maja 2010 roku.

## Fabuła
Claudio (Elio Germano) jest pracownikiem budowlanym. Mieszka z ukochaną żoną Eleną (Isabella Ragonese) i dwójką dzieci na peryferiach stolicy. Relacja między małżonkami jest trwała. Oboje z odwagą stawiają czoła codzienności, chcąc zapewnić dzieciom jak najlepszą przyszłość. Niestety Elena umiera podczas porodu w czasie narodzin trzeciego syna.
Po śmierci żony okazuje się, iż Claudio nie potrafi dać sobie rady z wychowaniem synów. Chcąc wynagrodzić im stratę matki, jest dla nich zbyt czuły, zbytnio inwestując w dobra materialne. Popada w długi. Szuka pomocy u własnego rodzeństwa i przyjaciół. Musi jeszcze raz zmierzyć się z pamięcią o Elenie, odbudować właściwe relacje z synami.

## Obsada
- Elio Germano jako Claudio
- Isabella Ragonese jako Elena
- Raoul Bova jako Piero
- Stefania Montorsi jako Liliana
- Luca Zingaretti jako Ari
- Giorgio Colangeli jako Porcari
- Alina Berzunteanu jako Gabriela
- Marius Ignat jako Andrei
- Awa Ly jako Celeste
- Emiliano Campagnola jako Vittorio

## Nagrody
63. MFF w Cannes
- Nagroda dla najlepszego aktora − Elio Germano

Nastro d’argento 2010
- Najlepszy aktor pierwszoplanowy − Elio Germano
- Najlepszy aktor drugoplanowy − Luca Zingaretti
- Najlepsza aktorka drugoplanowa − Isabella Ragonese
- Najlepszy dźwięk − Bruno Pupparo